# Hohes Kreuz
Hohes Kreuz é um município da Alemanha localizado no distrito de Eichsfeld, estado da Turíngia.  Pertence ao Verwaltungsgemeinschaft de Leinetal.